# Дедов, Иван Фёдорович
Иван Фёдорович Дедов — советский хозяйственный, государственный и политический деятель.

## Биография
Родился в 1923 году в селе Починовка. Член КПСС с 1945 года.
Участник Великой Отечественной войны. С 1943 года — на хозяйственной, общественной и политической работе. В 1943—1989 гг. — председатель городского комитета физкультуры и спорта в Курган-Тюбе, заведующий финансово-хозяйственным сектором Курган-Тюбинского обкома комсомола, первый секретарь Курган-Тюбинского горкома комсомола, заведующий отделом по работе среди сельской молодежи ЦК ЛКСМ Таджикистана, заместитель заведующего отделом пропаганды и агитации, второй секретарь Кулябского горкома Компартии Таджикистана, второй секретарь Восейского райкома КП Таджикистана, первый секретарь Таджикабадского райкома КП Таджикистана, первый секретарь Гиссарского райкома Компартии Таджикистана, начальник, секретарь партийного комитета Гиссарского территориального производства колхозно-совхозного управления, первый секретарь Гиссарского райкома КП Таджикистана, заведующий отделом организационно-партийной работы ЦК КП Таджикистана, заместитель Председателя Президиума Верховного Совета Таджикской ССР.
Избирался депутатом Верховного Совета Таджикской ССР 6-11-го созыва.
Умер в Душанбе в 2014 году.